# Shostka (huyện)
Huyện Shostka (tiếng Ukraina: Шосткинський район, chuyển tự: Shostkas'kyi raion) là một huyện của tỉnh Sumy thuộc Ukraina. Huyện Shostka có diện tích 1219 km², dân số theo điều tra dân số ngày 5 tháng 12 năm 2001 là 24522 người với mật độ 20 người/km2. Trung tâm huyện nằm ở Shostka.